# Trîtuzne, Solone
Trîtuzne (în ucraineană Тритузне) este un sat în comuna Șîroke din raionul Solone, regiunea Dnipropetrovsk, Ucraina.

## Demografie
Componența lingvistică a localității Trîtuzne
     Ucraineană (93,27%)
     Rusă (3,96%)
     Belarusă (1,78%)
     Alte limbi (0,2%)
Conform recensământului din 2001, majoritatea populației localității Trîtuzne era vorbitoare de ucraineană (93,27%), existând în minoritate și vorbitori de rusă (3,96%) și belarusă (1,78%).